# Махт, Гэбриел
Гэ́бриел Махт (англ. Gabriel Swann Macht; род. 22 января 1972, Бронкс, Нью-Йорк, США) — американский актёр, получивший известность за главную роль Дэнни Кольта в фильме «Мститель» и Харви Спектера в сериале «Форс-мажоры».

## Биография
Родился в Бронксе, Нью-Йорк, США. Мать — Сюзанна Пульер (англ. Suzanne Victoria Pulier) архивариус, куратор музея. Отец — актёр Стивен Махт (англ. Stephen Macht).
Есть два брата Джесс и Ари и сестра Джули. Семья переехала в Калифорнию, когда Габриэлю было 5 лет. После получения среднего образования он окончил школу драмы Карнеги Меллон (англ. Carnegie Mellon College of Fine Arts) со степенью бакалавра изящных искусств.
29 декабря 2004 года женился на актрисе Джасинде Барретт. 20 августа 2007 года в Лос-Анджелесе у пары родилась девочка, Сатин Энейс Джеральдин Махт, а 26 февраля 2014 года на свет появился их сын, Лука Махт.
Более 30 лет Махт дружит с одним из партнеров по съемкам в сериале «Форс-мажоры» Сарой Рафферти: они познакомились на Театральном фестивале Уильямстауна в 1993 году.
19 мая 2018 года Махт посетил свадьбу британского принца Гарри и Меган Маркл, которая ранее снималась в «Форс-мажорах».
Махт вегетарианец и практикует осознанное потребление.

## Карьера

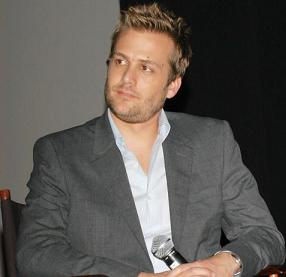
Махт в июне 2004

В возрасте 8 лет был номинирован на Премию молодым актёрам за первую роль в фильме Трита Вильямса «Зачем мне лгать?», где он играл под псевдонимом Гэбриэл Сван, но решает прервать работу в кино до окончания средней школы. Вернулся к кинокарьере лишь в 1991 году, сыграв роль второго плана в фильме «Виновен, пока не доказано обратное».
Впервые был замечен публикой в 2004 году в фильме «Любовная лихорадка», где играли также Джон Траволта и Скарлетт Йоханссон. Режиссёр Роберт Де Ниро дал Махту роль в фильме «Ложное искушение» с Мэттом Деймоном и Анджелиной Джоли. Среди его работ на телевидении — фильм Стивена Спилберга «Другие» и сериалы «Секс в большом городе» и «Спин Сити». В театре исполнил роль Элвиса Пресли во внебродвейском суперхите Стива Мартина Picasso At The Lapin Agile в 1995 году. А также играл в пьесе La Ronde Джоан Вудвард для театрального фестиваля в Уильямстауне и в спектакле Turnaround автора и режиссёра Роджера Камбла в театре Coast Playhouse. Помимо этого занимался продюсированием независимого фильма «Недаром».
В 2008 году сыграл роль Мстителя в одноимённом фильме, снятом по комиксам. В 2009 году он исполнил роль в фильме «Белая мгла» с Кейт Бекинсейл. В 2010 году снялся в художественном фильме «Меж двух огней» с Люком Уилсоном и Джованни Рибиси и в фильме «Любовь и другие лекарства». С 2011 по 2019 год снимался в сериале «Форс-мажоры».

## Награды и номинации
| Год  | Награда                                      | Категория                 | Работа           | Результат |
| ---- | -------------------------------------------- | ------------------------- | ---------------- | --------- |
| 1982 | Молодой актёр                                | Лучший актёр              | Зачем мне лгать? | Номинация |
| 2007 | Серебряный медведь Берлинского кинофестиваля | Лучший актёрский ансамбль | Ложное искушение | Победа    |

## Фильмография
| Год       |    | Русское название            | Оригинальное название                                  | Роль                             |
| --------- | -- | --------------------------- | ------------------------------------------------------ | -------------------------------- |
| 1980      | ф  | Зачем мне лгать?            | Why Would I Lie?                                       | Джордж                           |
| 1991      | с  | Беверли-Хиллз 90210         | Beverly Hills, 90210                                   | Тэл Уивер (2 сезон, 11 серия)    |
| 1995      | тф | По течению реки             | Follow the River                                       | Джонни Джрейпер                  |
| 1997      | с  | Спин-Сити                   | Spin City                                              | голый парень (1 серия)           |
| 1998      | с  | Секс в большом городе       | Sex and the City                                       | Баркли (1 сезон, 2 серия)        |
| 1998      | ф  | Объект моего восхищения     | The Object of My Affection                             | Стив Касильо                     |
| 1998      | ф  | Приключения Себастьяна Кола | The Adventures of Sebastian Cole                       | Трой                             |
| 1999      | ф  | Просто неотразима           | Simply Irresistible                                    | Чарли                            |
| 1999      | с  | Вестеленд                   | Wasteland                                              | Люк                              |
| 2000      | ф  | Недаром                     | The Bookie's Lament                                    | Микки                            |
| 2000      | ф  | 101 путь                    | 101 Ways (The Things a Girl Will Do to Keep Her Volvo) | Дирк                             |
| 2000      | ф  | История Одри Хепбёрн        | The Audrey Hepburn Story                               | Уильям Холден                    |
| 2000      | с  | Другие                      | The Others                                             | доктор Марк Гэбриел              |
| 2001      | ф  | Американские герои          | American Outlaws                                       | Фрэнк Джеймс                     |
| 2001      | ф  | В тылу врага                | Behind Enemy Lines                                     | пилот лейтенант Джереми Стакхауз |
| 2002      | ф  | Плохая компания             | Bad Company                                            | офицер Сил                       |
| 2003      | ф  | Рекрут                      | The Recruit                                            | Зак                              |
| 2003      | ф  | Похищение Парсона           | Grand Theft Parsons                                    | Грэм Парсонс                     |
| 2004      | ф  | Любовная лихорадка          | A Love Song for Bobby Long                             | Лоусон                           |
| 2005      | с  | 4исла                       | Numb3rs                                                | Дон Эмбрик (1 серия)             |
| 2005      | ф  | Архангел                    | Archangel                                              | О`Брайан                         |
| 2006      | ф  | Ложное искушение            | The Good Shepherd                                      | Джон Рассел-мл.                  |
| 2007      | ф  | Потому что я так хочу       | Because I Said So                                      | Джонни                           |
| 2008      | ф  | Мститель                    | The Spirit                                             | Дэнни Кольт/Мститель             |
| 2009      | ф  | Посредники                  | Middle Men                                             | Бак Долби                        |
| 2009      | ф  | Белая мгла                  | Whiteout                                               | агент Роберт Прайс               |
| 2010      | ф  | Один путь в Вальхаллу       | One Way to Valhalla                                    | Бо Дюран                         |
| 2010      | ф  | Любовь и другие лекарства   | Love and Other Drugs                                   | Трей Ханниган                    |
| 2011      | в  | S.W.A.T.: Огненная буря     | S.W.A.T.: Firefight                                    | Пол Катлер                       |
| 2011      | ф  | Мешок молотков              | A Bag of Hammers                                       | Уайатт                           |
| 2013      | ф  | На грани безумия            | Breaking at the Edge                                   | детектив Уильямс                 |
| 2011—2019 | с  | Форс-мажоры                 | Suits                                                  | Харви Спектер                    |
| 2019      | с  | Пирсон                      | Pearson                                                | Харви Спектер                    |